# Prime World: Defenders
Комп'ютера гра у жанрі Інді, Стратегії, 2013 року. Розроблена та видана студією Nival
Змагайтеся з натовпами жахливих мутантів, створених унаслідок дивної катастрофи, у новій грі Tower Defense Prime World: Defenders. Приєднуйтеся до групи вигнанців-шукачів за скарбами, які вирушили в столицю стародавньої імперії, сповнену таємниць і небезпек.
Prime World: Defenders поєднує класичний геймплей Tower Defense з механікою колекційних карток. Ваші вежі, ваші заклинання, ваші пастки - все це магічні карти, які ви можете збирати та покращувати. Вам доведеться розробити власну стратегію, оскільки після кожного бою ви будете отримувати свій випадковий набір карт.
Заморожуйте, спалюйте, отруюйте, вибухайте і рубайте незліченних ворогів, які намагатимуться перешкодити вам збирати артефакти старого королівства. Обережно вибирайте свої карти, розігруйте їх стратегічно та очікуйте серйозного опору на цьому шляху – від маленьких і майже нешкідливих мутованих грибів до потужних гігантських гоблінів і наг.
Ми згадали? На додаток до сюжетної одиночної кампанії Prime World: Defenders має випадково згенеровані місії, нещодавно доданий нескінченний режим і New Game Plus!